# Age of Steam
Age of Steam è un gioco da tavolo di genere strategico creato da Martin Wallace, pubblicato dalla Warfrog Games su licenza Winsome Games.

## Descrizione
Il gioco simula lo sviluppo delle ferrovie negli Stati Uniti, nonché, tramite l'uso di mappe di espansione (ne esistono più di un centinaio), in diverse altre nazioni. Può essere giocato da un numero di giocatori che può variare da 3 a 6, normalmente una partita richiede un tempo tra le 2 e le 3 ore. Il suo target di pubblico è dai 13 anni in su.

## Riconoscimenti
Considerato uno dei giochi più rappresentativi della Winsome Games, ha vinto l'edizione 2003 degli International Gamers Award.